# Nufringen
Nufringen ist eine selbstständige Gemeinde in Baden-Württemberg und gehört zum Landkreis Böblingen, Regierungsbezirk Stuttgart. Die Gemeinde besteht nur aus dem Hauptort, Ortsteile gibt es nicht.
Zusammen mit der Stadt Herrenberg und der Gemeinde Deckenpfronn gehört Nufringen der Vereinbarten Verwaltungsgemeinschaft „Herrenberg-Deckenpfronn-Nufringen“ an.

## Geographie
Die Gemeinde liegt im oberen Gäu, zwei Kilometer von Herrenberg und 13 Kilometer von Böblingen entfernt an der Bundesstraße 14 und an der Gäubahn sowie am westlichen Rand des Naturparks Schönbuch.
Weiterhin befindet sich Nufringen in der Metropolregion Stuttgart, gleichzeitig in der Region Stuttgart und dort an der sogenannten Entwicklungsachse Stuttgart–Horb. Die nächstgelegenen Oberzentren sind Herrenberg, Böblingen und Sindelfingen.
Nufringen ist Mitglied im sogenannten Gäu-Quadrat. Hier treffen neben den vier Regierungsbezirken (Stuttgart, Tübingen, Freiburg und Karlsruhe) auch die Regionen Stuttgart, Neckar-Alb, Nordschwarzwald und Schwarzwald-Baar-Heuberg zusammen.

### Schutzgebiete
Gärtringen hat Anteil am Landschaftsschutzgebiet, am FFH-Gebiet, am Vogelschutzgebiet und am Naturpark Schönbuch. Zudem gehört der Eisweiher zum FFH-Gebiet Gäulandschaft an der Würm.

## Geschichte

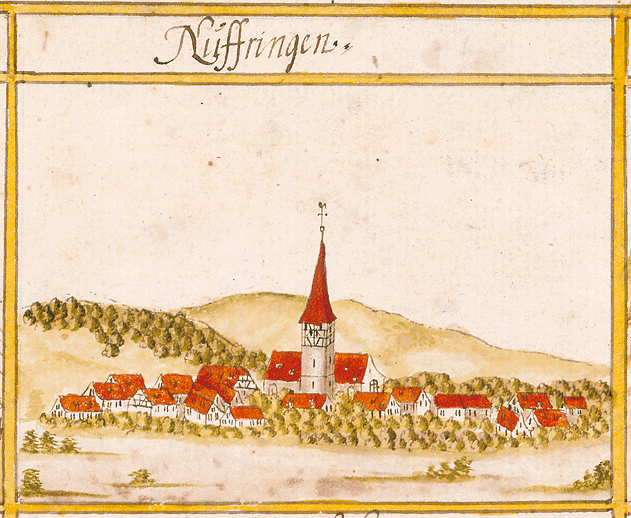
Nufringen 1681, Forstlagerbuch von Andreas Kieser

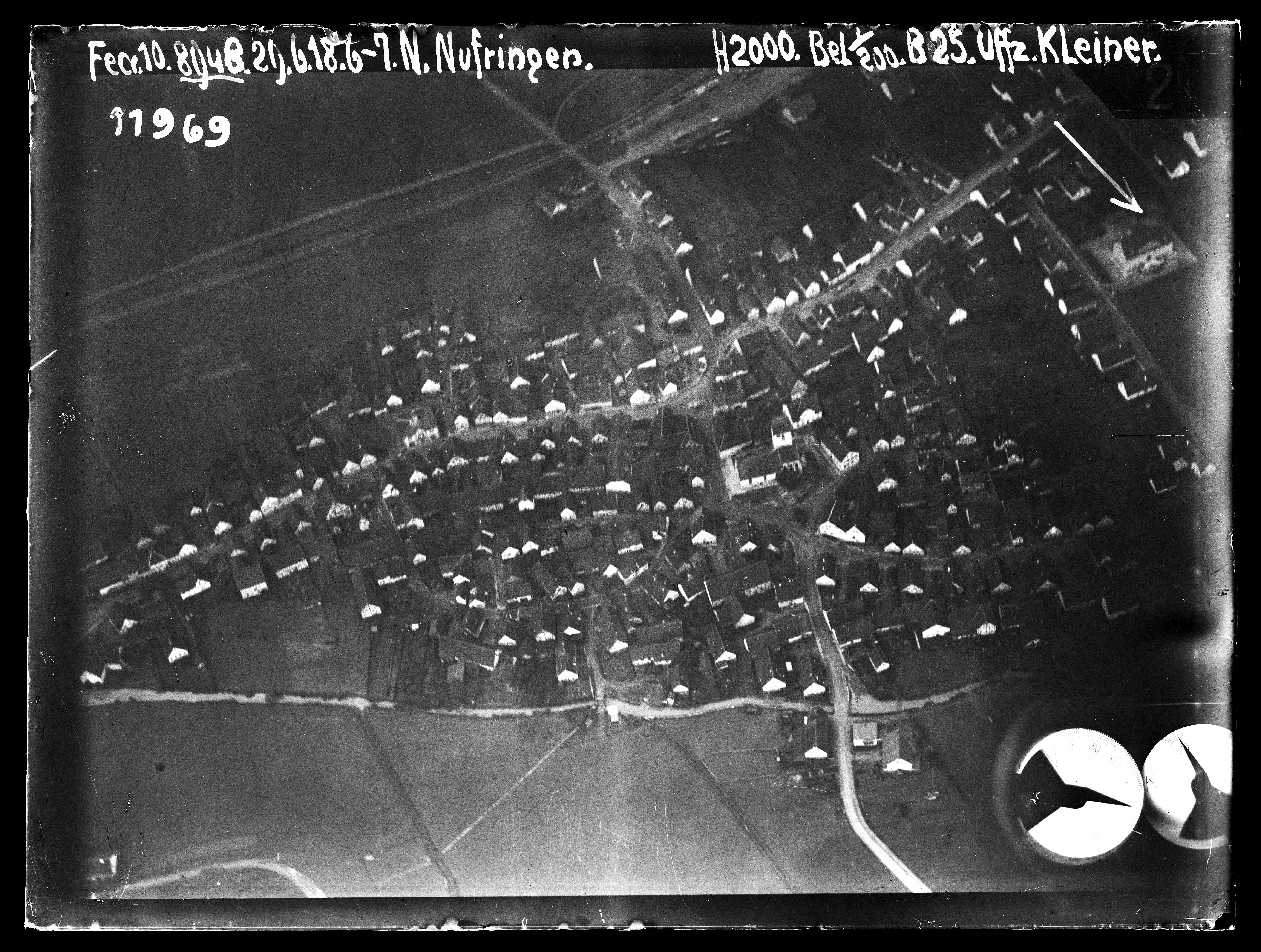
Luftbild von Nufringen, Juni 1918

### Bis zum 19. Jahrhundert
Die erste urkundliche Erwähnung von Nufringen geht auf das Jahr 1182 zurück. Im 13. und 14. Jahrhundert lag der Ort im Einflussgebiet der Pfalzgrafen von Tübingen, die ihn 1382 an Württemberg verkauften, wo er dem Amt Herrenberg zugeordnet wurde. Durch den Dreißigjährigen Krieg und die Pest wurde die Bevölkerung drastisch reduziert und erreichte erst im 18. Jahrhundert wieder eine Größe wie vor diesen Ereignissen. Zu Zeiten des Königreichs Württemberg blieb Nufringen beim Oberamt Herrenberg. 1879 erhielt der Ort Anschluss an das Streckennetz der Königlich Württembergischen Staats-Eisenbahnen.

### 20. Jahrhundert
Die Verwaltungsreform von 1938 während der NS-Zeit in Württemberg, die die alten Grenzen der Oberämter durch neu umfasste Landkreise ersetzte, führte zur Zugehörigkeit der Gemeinde zum Landkreis Böblingen. Im Zweiten Weltkrieg wurde Nufringen durch einen alliierten Bombenangriff am 8. Oktober 1943 zu etwa 40 % zerstört – mehr als 150 Gebäude gingen verloren. 1945 wurde die Gemeinde Teil der Amerikanischen Besatzungszone und gehörte somit zum neu gegründeten Land Württemberg-Baden, das 1952 im jetzigen Bundesland Baden-Württemberg aufging. Nach dem Krieg nahm Nufringen einen raschen Aufschwung.

### Einwohnerentwicklung
Einwohnerzahlen nach dem jeweiligen Gebietsstand. Die Zahlen sind Schätzungen, Volkszählungsergebnisse (¹) oder amtliche Fortschreibungen der jeweiligen Statistischen Ämter (nur Hauptwohnsitze). Für die Gemeinde Nufringen ist das Statistische Landesamt Baden-Württemberg zuständig.
| Jahr | Einwohner |
| ---- | --------- |
| 1900 | 1123      |
| 1925 | 1286      |
| 1950 | 1736      |
| 1960 | 2303      |
| 1970 | 2866      |
| 1980 | 3814      |
| 1990 | 4232      |
| 1995 | 4453      |
| 2000 | 4805      |
| 2005 | 5325      |
| 2010 | 5389      |
| 2015 | 5503      |
| 2020 | 5897      |

Das rasante Wachstum der Gemeinde ab den 1970er Jahren ist unter anderem auf das Wirtschaftswachstum in der Region Stuttgart sowie auf den S-Bahn-Anschluss (S1 Kirchheim (Teck) – Stuttgart – Herrenberg) zurückzuführen.

## Religionen
Nufringen ist evangelisch-pietistisch geprägt. Rund 50 % der Bevölkerung gehören dem evangelischen Glauben, ca. 25 % dem katholischen und die restlichen 25 % gehören einem anderen oder keinem Glauben an.

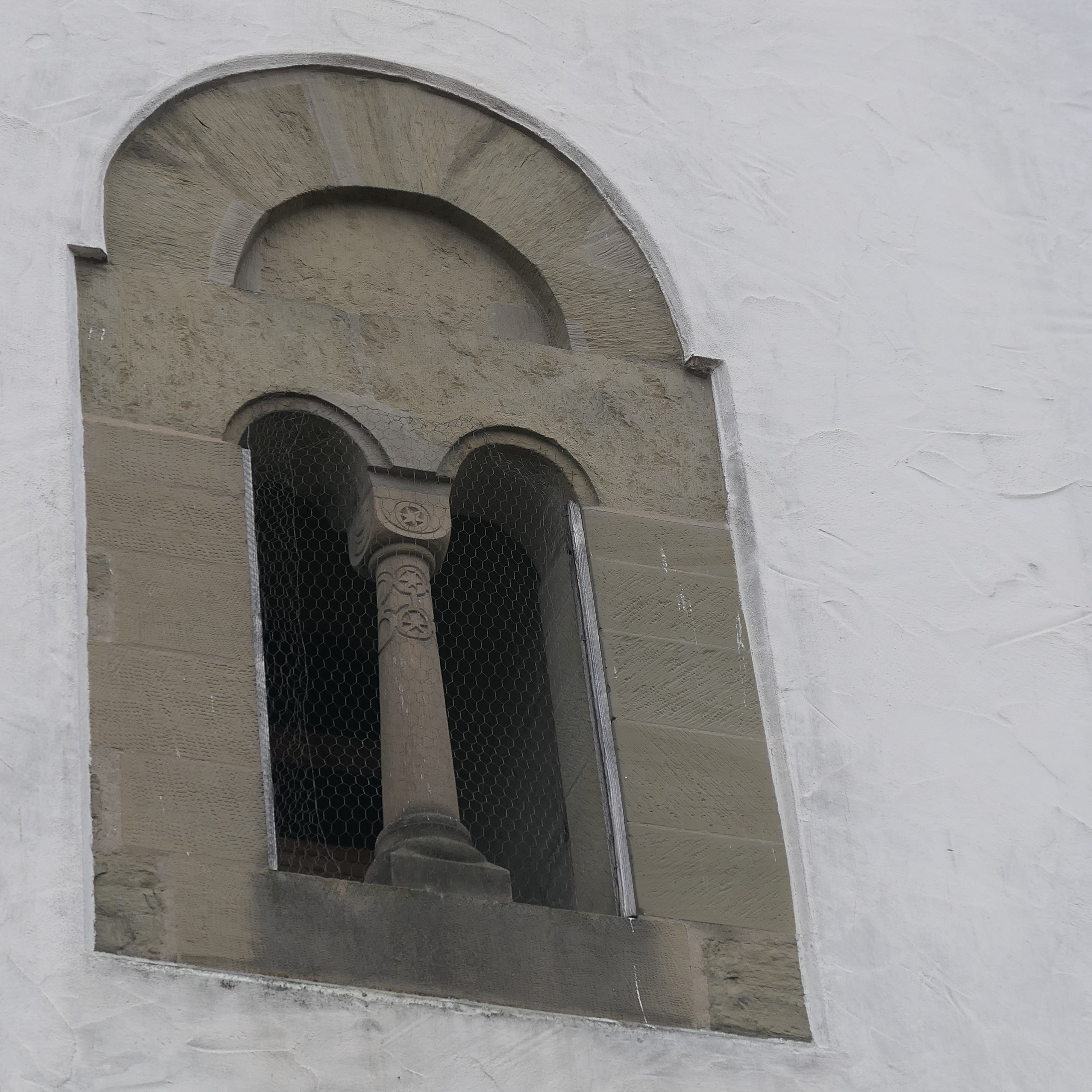
Pelagiuskirche Nufringen: Turm mit Schallarkaden und Würfelkapitell Nord

Der Ort hat eine eigene zum Dekanat Herrenberg gehörende evangelische Kirchengemeinde der Landeskirche Württemberg, zu der die Pelagiuskirche, eine Wehrkirche, und ein evangelisches Gemeindehaus gehört. Pfarrer der Gemeinde ist seit 2021 Marcus Girrbach.
In Nufringen befindet sich zudem ein katholisches Gemeindezentrum (St. Maria, Königin des Friedens), das zu der katholischen Kirchengemeinde St. Antonius gehört, die die Gemeinden Kuppingen, Nufringen, Affstätt, Oberjesingen und Deckenpfronn umfasst.
Des Weiteren gibt es eine neuapostolische Kirche sowie ein Gemeindehaus der evangelisch-baptistischen Kirche.

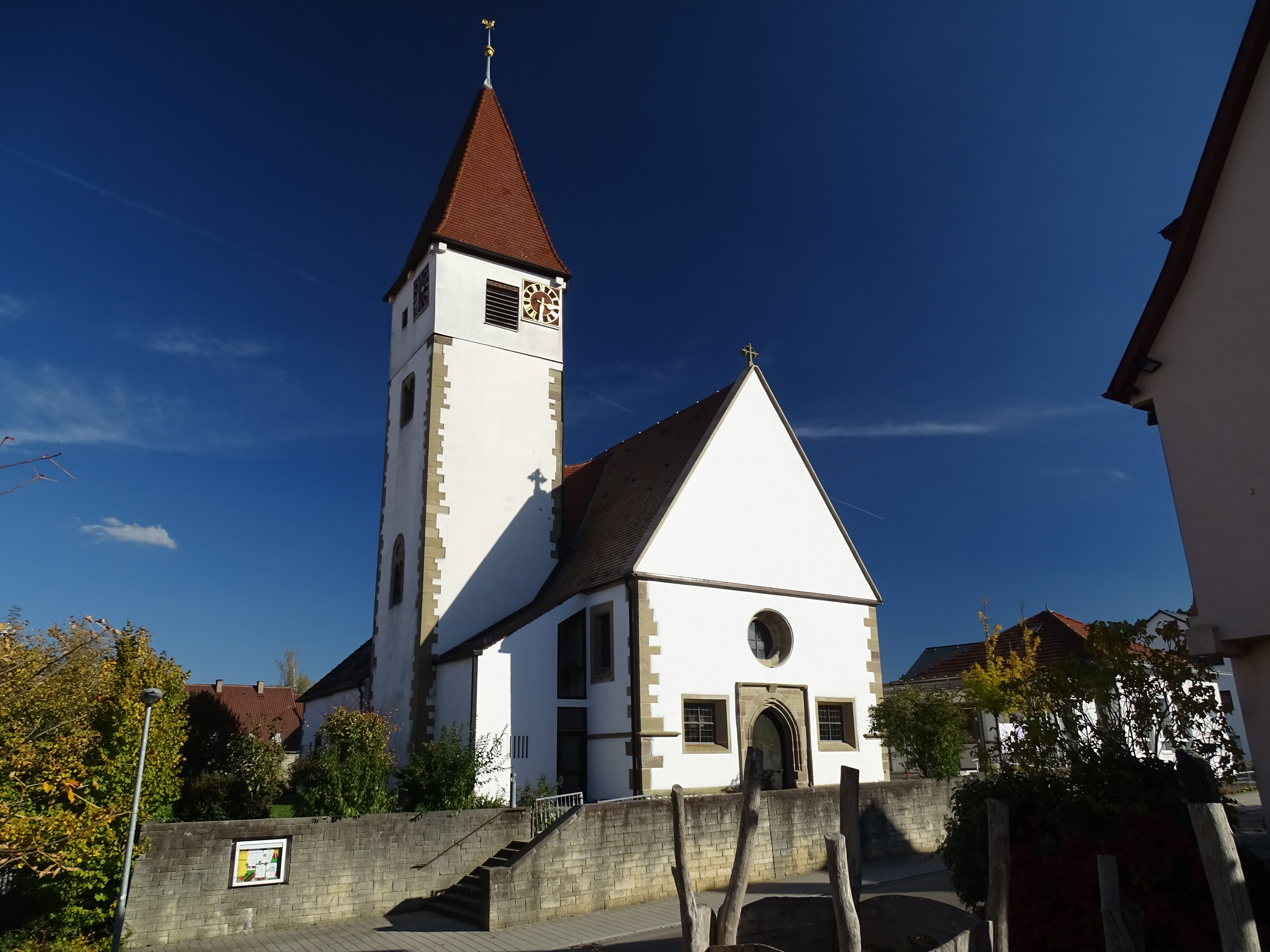
Evangelische Pelagiuskirche
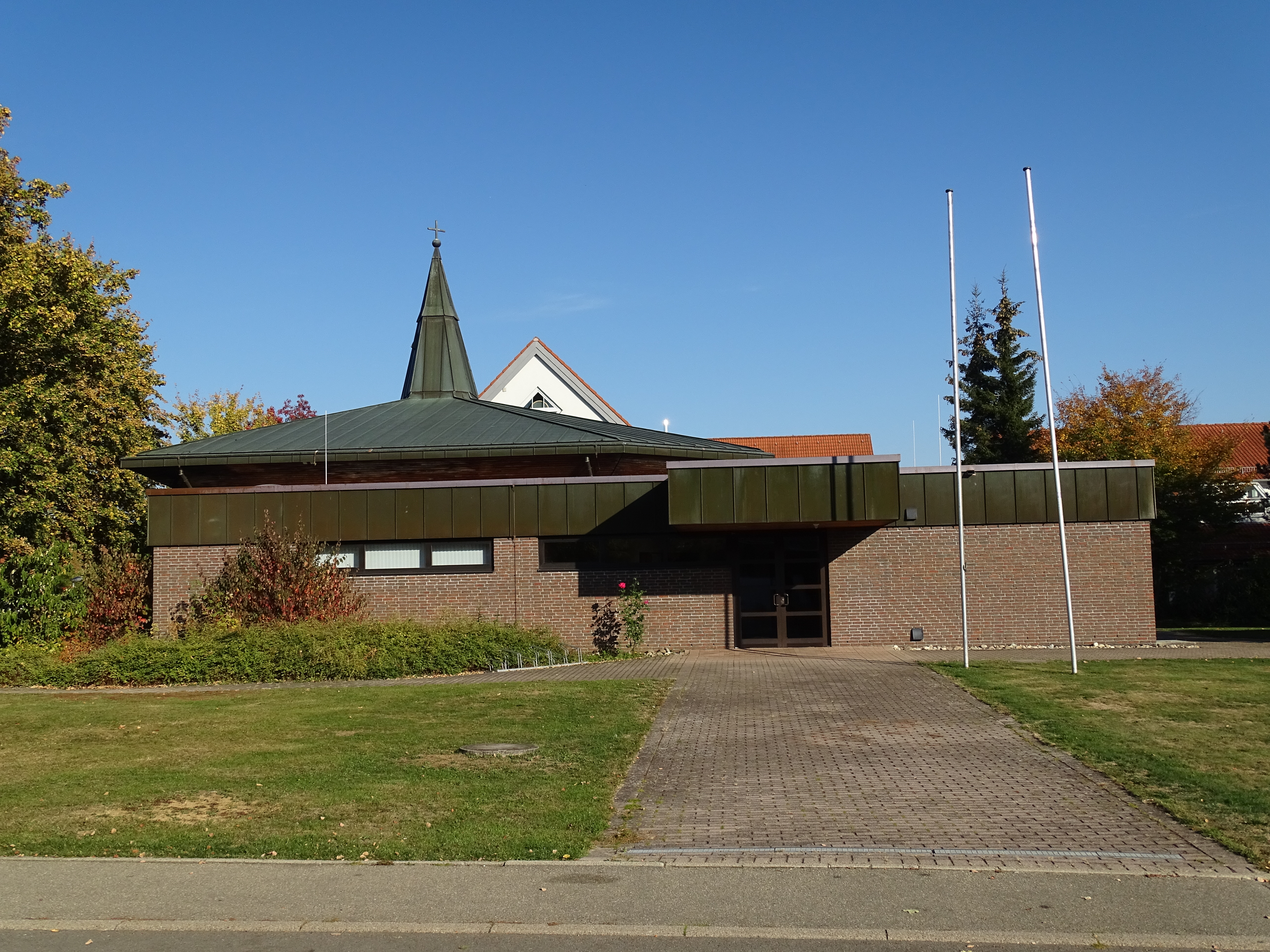
Katholische Kirche St. Maria
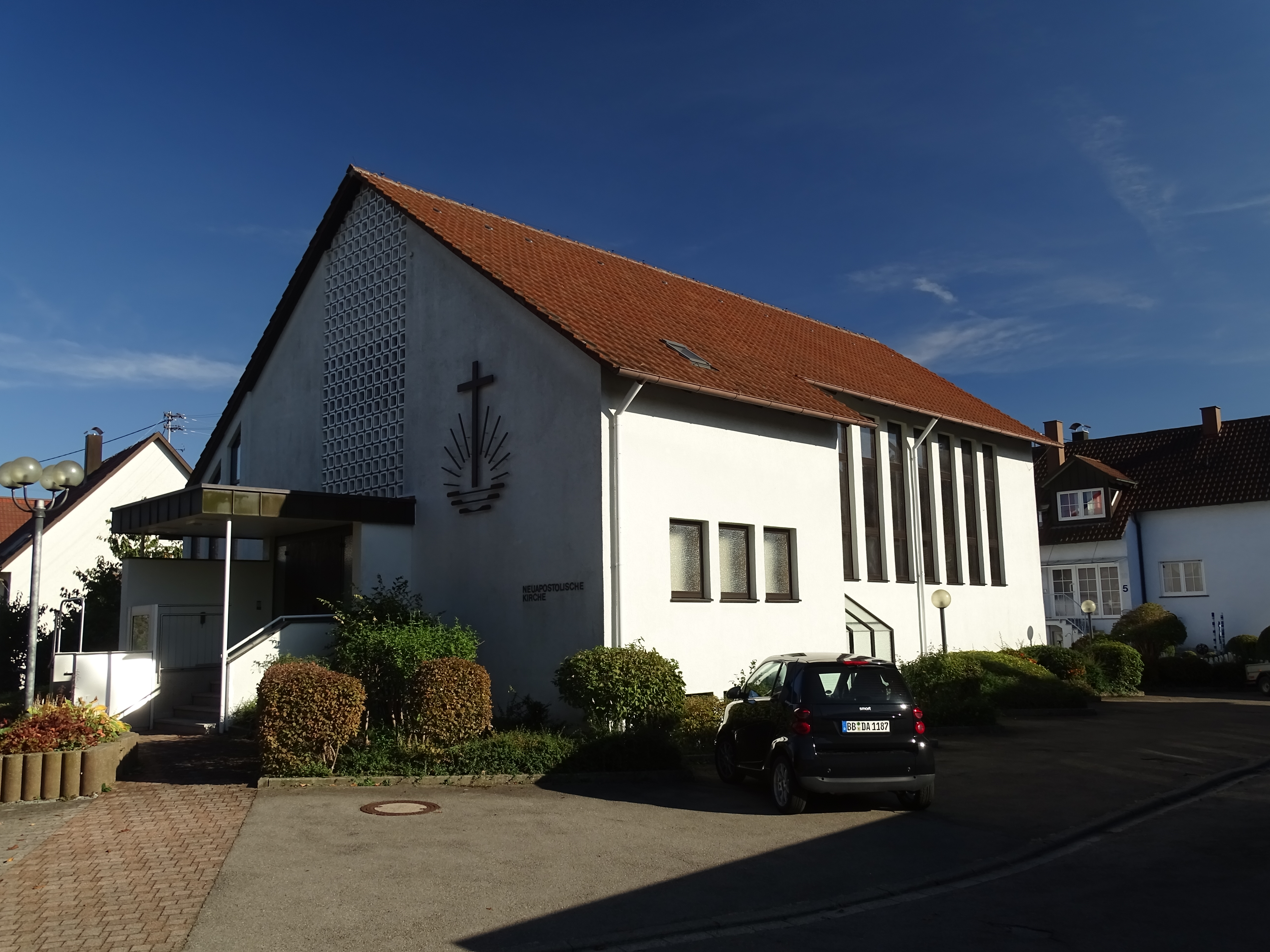
Neuapostolische Kirche Nufringen
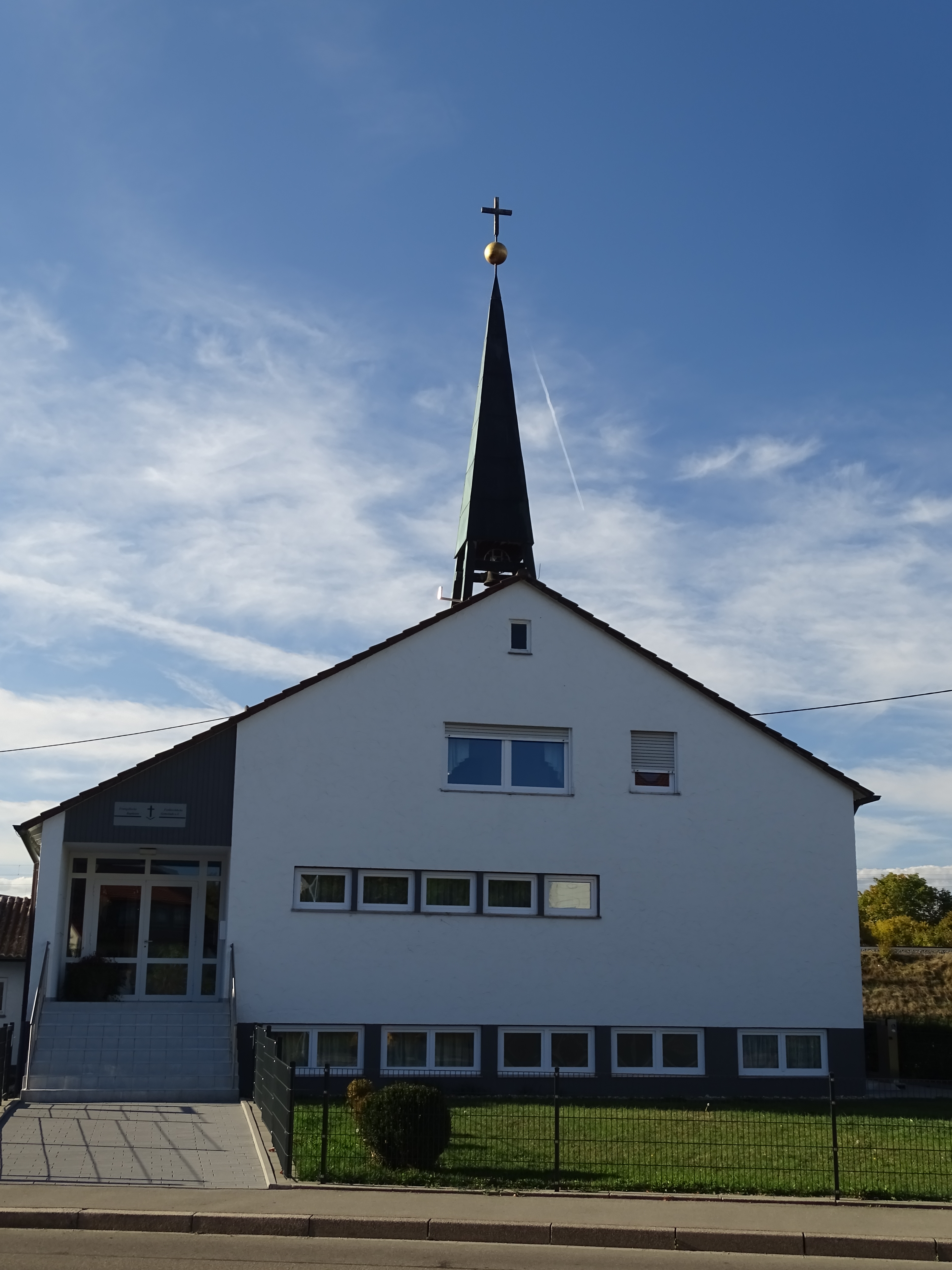
Baptistisches Gemeindehaus
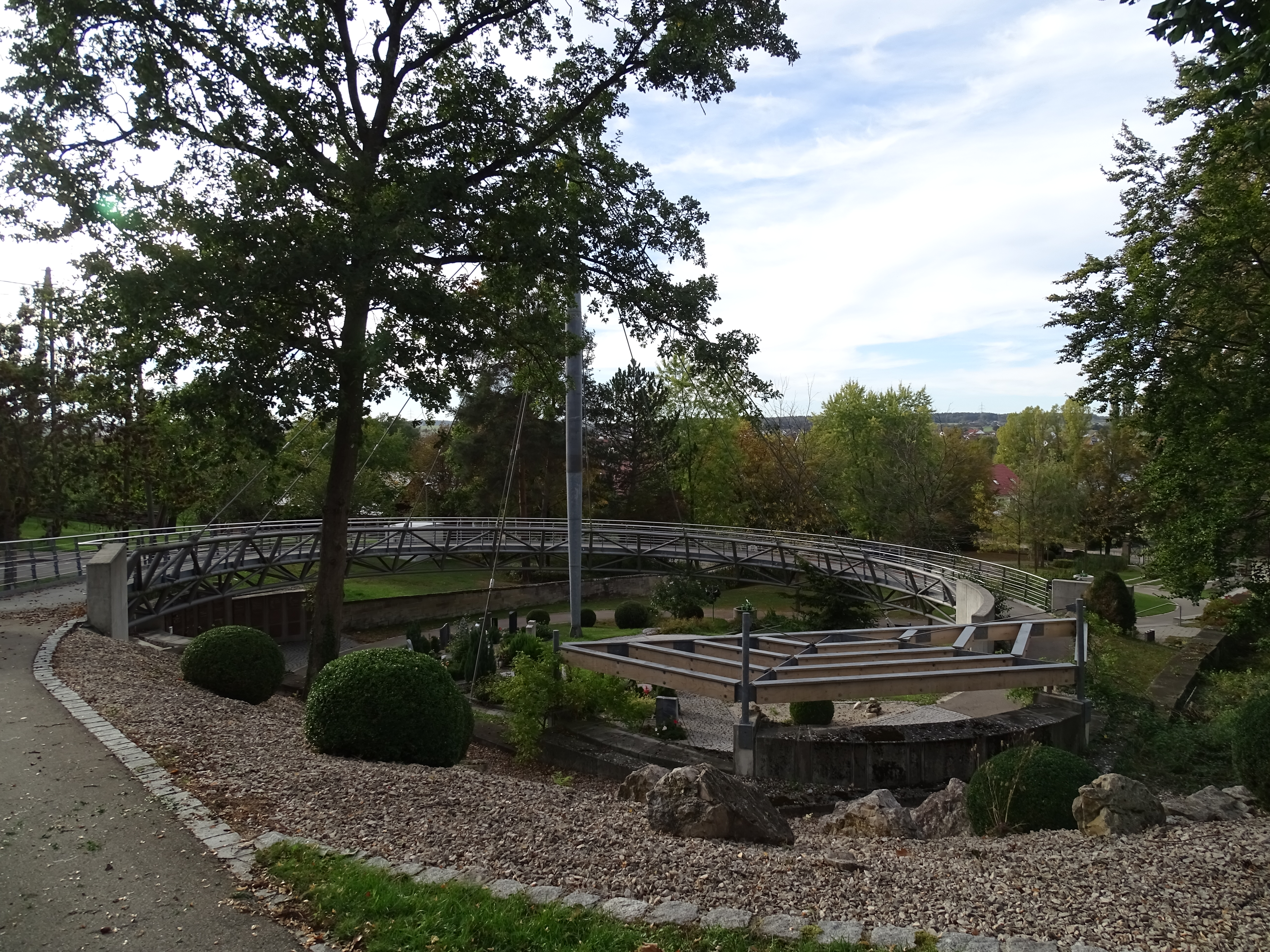
Friedhof

## Politik

### Gemeinderat
Der Gemeinderat in Nufringen besteht aus den 14 gewählten ehrenamtlichen Gemeinderäten und dem Bürgermeister als Vorsitzenden. Der Bürgermeister ist im Gemeinderat stimmberechtigt. 
Die Kommunalwahl am 9. Juni 2024 führte zu folgendem Ergebnis.
| Parteien und Wählergemeinschaften | Parteien und Wählergemeinschaften           | % 2024  | Sitze 2024 | % 2019  | Sitze 2019 | Kommunalwahl 2024 %50403020100 46,15 %27,80 %14,11 %11,94 % FLNCDUSPDGrüneGewinne und Verlusteim Vergleich zu 2019 %p 12 10 8 6 4 2 0 −2 −4 −6 −8−2,31 %p−2,51 %p−7,12 %p+11,94 %pFLNCDUSPDGrüne |
| FLN                               | Freie Liste Nufringen                       | 46,15   | 6          | 48,46   | 7          | Kommunalwahl 2024 %50403020100 46,15 %27,80 %14,11 %11,94 % FLNCDUSPDGrüneGewinne und Verlusteim Vergleich zu 2019 %p 12 10 8 6 4 2 0 −2 −4 −6 −8−2,31 %p−2,51 %p−7,12 %p+11,94 %pFLNCDUSPDGrüne |
| CDU                               | Christlich Demokratische Union Deutschlands | 27,80   | 4          | 30,31   | 4          | Kommunalwahl 2024 %50403020100 46,15 %27,80 %14,11 %11,94 % FLNCDUSPDGrüneGewinne und Verlusteim Vergleich zu 2019 %p 12 10 8 6 4 2 0 −2 −4 −6 −8−2,31 %p−2,51 %p−7,12 %p+11,94 %pFLNCDUSPDGrüne |
| SPD                               | Sozialdemokratische Partei Deutschlands     | 14,11   | 2          | 21,23   | 3          | Kommunalwahl 2024 %50403020100 46,15 %27,80 %14,11 %11,94 % FLNCDUSPDGrüneGewinne und Verlusteim Vergleich zu 2019 %p 12 10 8 6 4 2 0 −2 −4 −6 −8−2,31 %p−2,51 %p−7,12 %p+11,94 %pFLNCDUSPDGrüne |
| Grüne                             | Bündnis 90/Die Grünen                       | 11,94   | 2          | –       | –          | Kommunalwahl 2024 %50403020100 46,15 %27,80 %14,11 %11,94 % FLNCDUSPDGrüneGewinne und Verlusteim Vergleich zu 2019 %p 12 10 8 6 4 2 0 −2 −4 −6 −8−2,31 %p−2,51 %p−7,12 %p+11,94 %pFLNCDUSPDGrüne |
| gesamt                            | gesamt                                      | 100,0   | 14         | 100,0   | 14         | Kommunalwahl 2024 %50403020100 46,15 %27,80 %14,11 %11,94 % FLNCDUSPDGrüneGewinne und Verlusteim Vergleich zu 2019 %p 12 10 8 6 4 2 0 −2 −4 −6 −8−2,31 %p−2,51 %p−7,12 %p+11,94 %pFLNCDUSPDGrüne |
| Wahlbeteiligung                   | Wahlbeteiligung                             | 72,49 % | 72,49 %    | 66,70 % | 66,70 %    | Kommunalwahl 2024 %50403020100 46,15 %27,80 %14,11 %11,94 % FLNCDUSPDGrüneGewinne und Verlusteim Vergleich zu 2019 %p 12 10 8 6 4 2 0 −2 −4 −6 −8−2,31 %p−2,51 %p−7,12 %p+11,94 %pFLNCDUSPDGrüne |

### Bürgermeister
Seit Ende des Zweiten Weltkriegs hatte die Gemeinde folgende Bürgermeister:
- Jakob Henne † (1945–1946)
- Kurt Dieterle † (1946–1954)
- Walter Schittenhelm † (1954–1986)
- Roland Wolf (1986–2002)
- Ulrike Binninger (2002–2018)
- Ingolf Welte (ab 2018)

### Wappen und Flagge
| Wappen der Gemeinde Nufringen | Blasonierung: „In Rot eine goldene (gelbe) Hafte (Kesselrinken).“ |
| Wappen der Gemeinde Nufringen | Wappenbegründung: Im Jahre 1683 ist ein Pflugmesser, das auch als „Sech“ bezeichnet wird, als Markstein- bzw. Fleckenzeichen von Nufringen nachgewiesen. Auf den Markzeichen der Gemeinde sind aber daneben auch eine Pflugschar und eine Hafte zu sehen. Die Letztere wird – obwohl sie in der Form dem heraldischen „Kesselrinken“ entspricht – als Bestandteil eines Pfluges und damit gleichfalls als Symbol für die Landwirtschaft verstanden. Seit 1920 lässt sich die Hafte in Gemeindestempeln von Nufringen belegen. Das von der Archivdirektion Stuttgart im Jahre 1936 vorgeschlagene Wappen wurde am 27. Januar 1938 vom damaligen Reichsstatthalter in Württemberg verliehen. |

Die Farben der Stadtflagge sind Gelb (Gold) und Rot.

### Gemeindepartnerschaften
Seit dem Jahr 2007 findet ein Austausch mit der mittelitalienischen Gemeinde Canino (Provinz Viterbo, Region Latium) statt. Die Partnerschaft ist bislang noch nicht offiziell besiegelt.

## Kultur und Sehenswürdigkeiten
Den Nufringer Vereinen stehen Sportstätten ((Kunst)Rasenplätze, Leichtathletikstadion, Schießbahn, Tennisplätze, 2 Mehrzweckhallen) sowie zahlreiche Vereinsräume zur Verfügung. Die Vereine sind unter dem Dach der Arbeitsgemeinschaft der Nufringer Vereine organisiert. Jedes Jahr wird ein umfangreicher Veranstaltungskalender mit Vereins- und Gemeinschaftsveranstaltungen aufgestellt.

### Pelagiuskirche

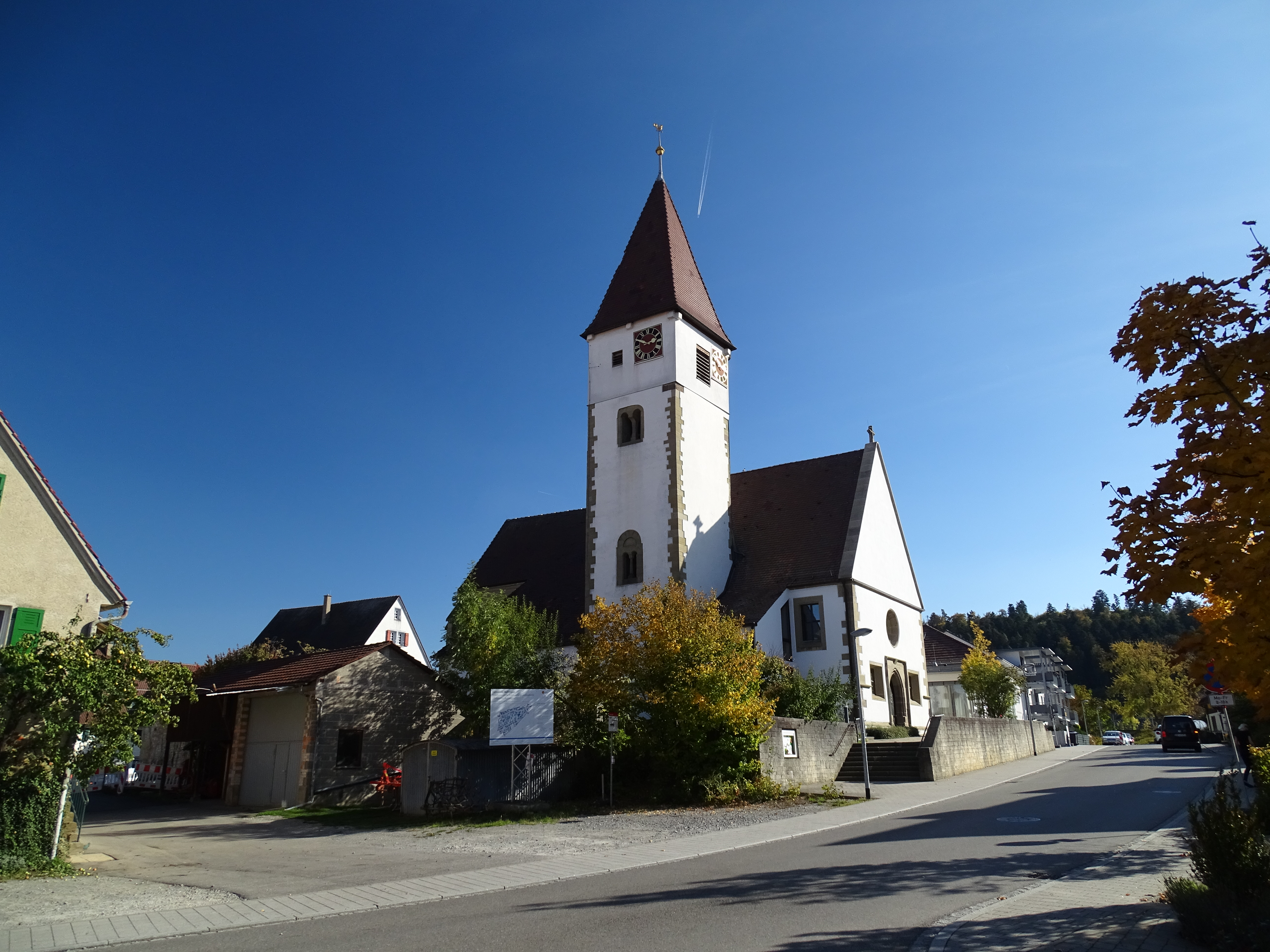
Pelagiuskirche

Der älteste Teil der Kirche ist der romanische Turm, der um 1150 als Teil einer Wehranlage erbaut wurde. Um 1300 erfolgte der Anbau des Chores sowie der Sakristei. Gegen Ende des 15. Jahrhunderts wurde die Seitenkapelle angefügt.
An bemerkenswerter Ausstattung sind unter anderem eine Steinkanzel mit Baldachin und ein Taufstein aus dem 14. Jahrhundert vorhanden. 1996 gestaltete Herbert Günterberg die Taufkapelle mit. Auch überraschend ist, dass eine Glocke von Hans Lachenmaier von 1505 noch im Turm hängt. Für notwendige Sanierungen und die Instandhaltung des Gebäudes wurde eine Stiftung (Stiftung Pelagiuskirche Nufringen) eingerichtet. Das benachbarte Pfarrhaus ist ein Werk Elias Gunzenhäusers aus dem Jahr 1599. Dort verbrachte der Maler Theodor Schüz von 1835 bis 1858 als Sohn des Pfarrers seine Kindheit.

### Naturpark Schönbuch
Nufringen liegt am Rande des Naturparks Schönbuch, dem größten geschlossenen Waldgebiet im Ballungsraum Mittlerer Neckar. Der Naturpark ist ein wichtiges sowie beliebtes Naherholungsgebiet und zugleich ein einzigartiger Lebensraum für eine vielfältige Tier- und Pflanzenwelt. Er verzeichnet jährlich mehr als 4 Millionen Besucher. Die Gemeinde ist Mitglied des Fördervereins Naturpark Schönbuch.

### Naturschutzgebiet „Ried“
Im Jahr 2007/2008 hat die Gemeinde den stark verlandeten Eisweiher wiederhergestellt und einen Teil des Brühlgrabens renaturiert. Sie wurde dabei von der NABU-Ortsgruppe Gärtringen-Nufringen-Rohrau unterstützt; die NABU-Ortsgruppe hat für ihr Engagement im Jahr 2009 den Hauptpreis im NABU-Wettbewerb „Flussjuwel“ erhalten. Das Naturschutzgebiet ist ein Rückzugsraum für bedrohte Tierarten wie z. B. den Eisvogel.

### Sport
Die Gemeinde verfügt über ein Beachvolleyballfeld, Bolzplätze, mehrere Spielplätze, ein Kleinspielfeld, eine Bocciabahn sowie zwei Mehrzweckhallen.

## Wirtschaft und Infrastruktur
Trotz der Nähe zum Ballungsraum Stuttgart und zu „Industrie-Riesen“ wie der Daimler AG ist die Zahl der Berufsein- und Auspendler mit je rund 1800 fast gleich hoch. In der Gemeinde arbeiten über 2000 sozialversicherungspflichtige Beschäftigte (Stand 2009).

### Wirtschaft
In der Gemeinde befinden sich zahlreiche Einzelhandelsgeschäfte, Handwerks- und Dienstleistungsbetriebe, eine Postagentur sowie zwei Bankinstitute.
Von großer wirtschaftlicher Bedeutung für die Gemeinde sind die beiden Gewerbegebiete „Gründen“ und „Buchen“.

### Ansässige Unternehmen
- Ensinger GmbH stellt Hochleistungskunststoffe, Compounds und Halbzeuge her
- SULT Staub- und Lufttechnik plant, fertigt, montiert Absaug- und Filteranlagen

### Bildungseinrichtungen
- Grundschule im Wiesengrund
- Fünf kommunale Kindergärten Im Wiesengrund, Schulstraße, Steigstraße, Zeppelinstraße sowie Waldkindergarten „Wilde Füchse“
- Private Kinderkrippe Seepferdchen GbR
- Außenstelle der Volkshochschule Herrenberg.

Die weiterführenden Schulen innerhalb des Landkreises Böblingen sowie die Universitäten in Tübingen und Stuttgart sind mittels ÖPNV gut zu erreichen.

### Betreuung
In der Gemeinde ist auch das Samariterstift Nufringen angesiedelt, ein Altenpflegeheim mit 32 Plätzen, das als erste Einrichtung im Landkreis Böblingen komplett nach dem Hausgemeinschaftsmodell gebaut wurde und betrieben wird. Darüber hinaus bietet es eine Begegnungsstätte, die von der Gemeinde erstellt wurde und betrieben wird.

### Verkehr

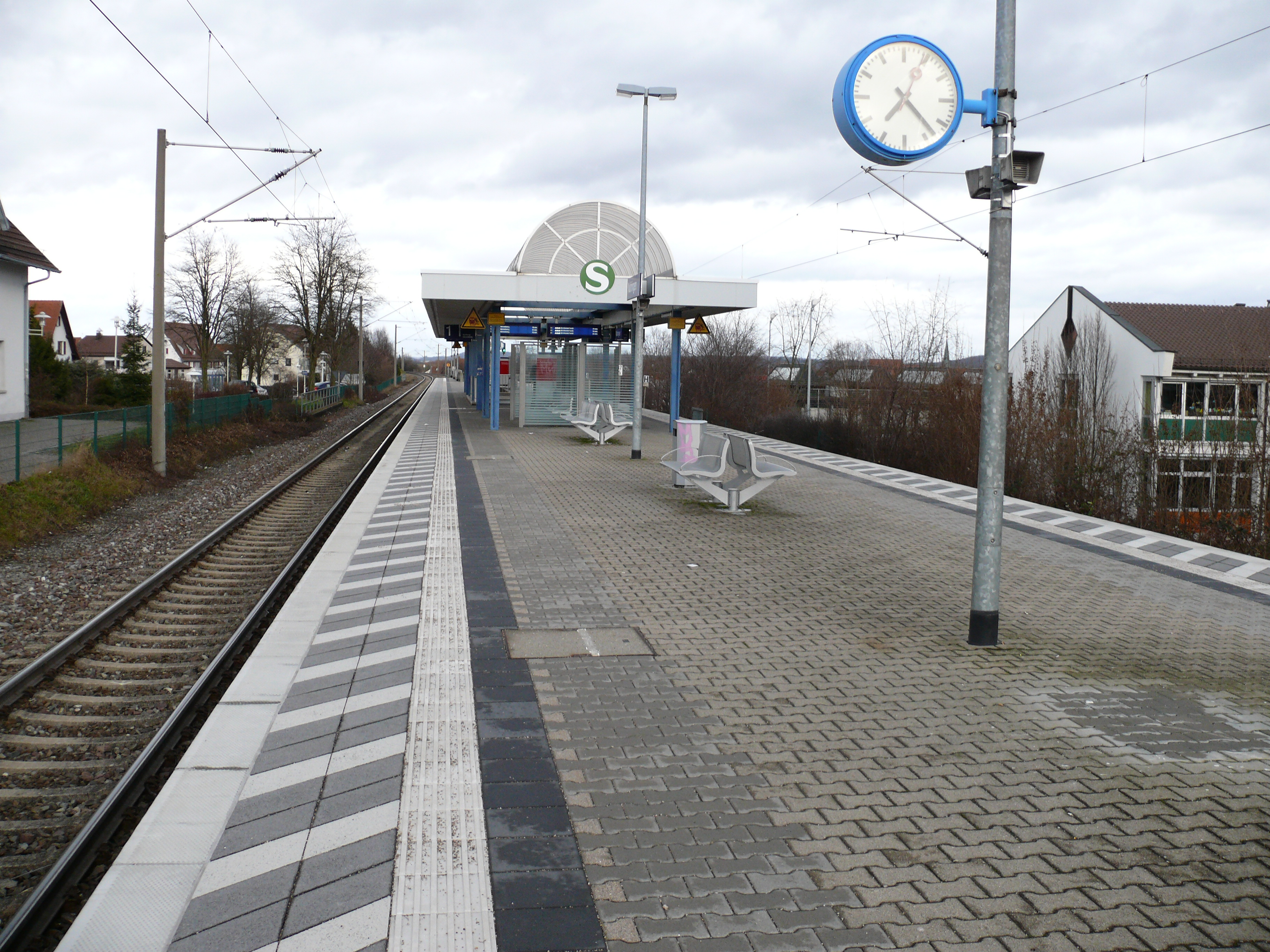
Bahnhof Nufringen

Nufringen liegt 1,5 Kilometer nordwestlich der Autobahn A 81 (Singen–Stuttgart) und direkt nordwestlich an der Bundesstraße 14 (Stockach–Stuttgart). Zudem durchquert die Gäubahn den Ort. Der Haltepunkt Nufringen wird von der Linie S1 (Kirchheim unter Teck–Stuttgart–Herrenberg) der S-Bahn Stuttgart bedient und verfügt über einen kostenlosen P+R-Platz. Dieser zählt mit einer Auslastung von 100 % zu Spitzenzeiten zu den am meisten genutzten P+R-Plätzen im VVS-Gebiet. Über die Autobahn bzw. mit der S-Bahn sind der ca. 35 km entfernte Flughafen Stuttgart und die Landeshauptstadt Stuttgart gut zu erreichen.
Mit der Buslinie 753 (Rohrau – Gärtringen – Nufringen – Herrenberg ZOB) ist Nufringen seit Dezember 2017 auch wieder an das öffentliche Busnetz angeschlossen. Damit ist auch die Nachbarortschaft Rohrau mit dem öffentlichen Nahverkehr erreichbar.
Durch eine Alltagsroute aus dem Radnetz Baden-Württemberg ist Nufringen über Gärtringen und Ehningen mit Böblingen und in der anderen Richtung mit Herrenberg verbunden.

## Persönlichkeiten

### Weitere Persönlichkeiten
- Wolf von Nufringen (13. Jahrhundert), adliger Herr in Altingen
- Theodor Schüz (1830–1900), deutscher Maler, Sohn einer Nufringer Familie
- Herbert Günterberg (1910–1998), deutscher Grafiker, Maler, Zeichner, Karikaturist und Illustrator.